# Jean Stanislas Bochard
Pour les articles homonymes, voir Bochard.
Jean-Stanislas Bochard est un homme politique français né le 19 janvier 1779 à Marboz (Ain) et mort le 20 février 1857 à Bourg-en-Bresse (Ain).

## Biographie
Fils de Charles-Aimé Bochard, député des Cent-Jours, il est avocat à Bourg-en-Bresse et député de l'Ain de 1848 à 1851, siégeant avec les partisans du général Cavaignac, puis à gauche.

## Sources
- « Jean Stanislas Bochard », dans Adolphe Robert et Gaston Cougny, Dictionnaire des parlementaires français, Edgar Bourloton, 1889-1891 [détail de l’édition]